# П'єтро Полані
П'єтро Полані (італ. Pietro Polani) — 36-й венеційський дож у 1130—1147 роках.

## Біографія
Належав до родини торгівців Полані, що ймовірно походила з міста Пола в Істрії. Його батько Доменіко Полані, який мешкав у парафії Сан-Лука, здобув у Константинополі статок не лише в економічній сфері, а й у політиці, настільки, що отримав від імператора титул протонобелісима. У 1110 року брав участь у морській кампанії під орудою дожа Орделафо Фальєро до узбережжя Сирії та Палестини. Завдяки престижу, досягнутому завдяки торгівлі, він також зумів здобути собі міцне соціальне становище на батьківщині.
Невдовзі за цим оженився на Аделазі, доньці дожа Доменіко Мікеле. У 1122—1226 роках брав участь у війні проти Візантії та поході до Палестини. Звитяжив 1124 року при захоплені міста Тір.
Після смерті Доменіко Мікелеу 1130 року обирається на посаду дожа, попри спротив родин Дандоло і Бадо, які вважали це порушення декрету від 1032 року, за яким посада дожа не повинна передаватися у спадок. При цьому обрання Полані не бажав, щоб з'являлися посох і скіпетр — символи централізованої королівської влади. Цим відвів підозри у жаданні монархічного правління. 
З самого початку стикнувся з необхідністю визначити позицію стосовно протистояння двох пап римських — Інокентія II і Анаклета II. Дож обрав нейтральну позицію, але пізніше став на бік Інокентія II, оскільки Анаклет II був близький до сицилійського короля Рожера II, який загрожував Візантійській імперії та, як наслідок, венеціанській торгівлі на Адріатиці. Він підтвердив свою прихильність, відправивши своїх представників на Собор у П'яченці, скликаний Інокентієм II у 1132 році. Завдяки цьому Доменіко Полані отримав підтримку кандидатури Енріко Дандоло в обранні патріархом Градо, що дозволило затвердили на посаді єпископа Кастело родича Джованні Полані.
1133 року отримав від імператора Лотаря II підтвердження усіх попередніх привілеїв венеційців у Священній Римській імперії. Вже того ж року проти Венеції почав війну угорський король Бела II. У запеклій боротьби венеційці у 1135—1135 року втратили Далмацію та міста Шибеник, Спліт, Трогір. 1139 року підписав договір з сицилійським королем Рожером II, за яким було визнано верховенство Венеції у верхній Адріатиці та надано торгівельні можливості у Апулії та Калабрії. 
У 1141 році Падуя спробувала розширити свою територію та вплив за рахунок Венеції та намагалася підірвати монополію венеціанців на торгівлю сіллю, а також відвела до себе річку Брента, щоб мати вихід до Венеційської лагуни. Водночас Анкона порушувала венеціанську прикордонну зону на півдні. У відповідь дож з місто Фано в Марці підписав угоди в обмін на військовий захист.
Нездатність дожа повністю впоратися із зовнішніми загрозами спричинило призначення «мудрих» (sapientes) для порад дожу. 1143 року утворюється Венеційська комуна. Також було створено раду мудрих, яка включала представників раніше домінуючої аристократії, а також банкірів та торговців. Це поступово сформувало нову олігархію, яка брала участь в управлінні державою. Одним з перших спільних рішень «sapientes» та дожа було рішення не брати участі у Другому хрестовому поході. 
Також відбувається поступовий перехід на республіканське правління. У 1144 році термін «комуна» з'являється вперше замість «дукату», і з того часу він використовуватиметься дедалі частіше. Того ж року успішно завершив війну проти Падуанської комуни. 1145 року підписав угоди з істрійськими містами Каподістрія та Пола, якими зміцнювався венеційський вплив, перетворившись на фактичне панування.
1147 року дож уклав з візантійським імператором Мануїлом I проти сицилійського короля Рожера II, що готував військову кампанію на Балканах. Натомість Венеція отримала право без сплати мит торгувати на островах Хіос, Кіпр, Родос та Крит. Але патріарх Градо Енріко Дандоло обурився укладенням пакту з «схизматичним» Сходом, його підтримало низка венеційських знатних родин. Полані застосував силу: він вигнав Дандоло та його прихильників і зруйнував будинки роду Бадоер, найзатятіших ворогів. Енріко Дандоло відреагував, звернувшись до папи римського Євгенія III. Останній відлучив Джовані Полані від церкви та наклав на Венецію інтердикт. Вигнання патріарха стало приводом, а насправді Папський престол був невдоволений небажанням дожа долучатися до хрестового походу. Втім Полані зберіг угоду та рушив на чолі флоту проти сицилійського флоту, поки хвороба в Каорле не змусила його передчасно повернутися до Венеції (керування було передано синові Наймеріо та брату Доменіко), де він невдовзі помер. 
Його було поховано у монастирі Сан-Чіпріано на Мурано.